# Pərviz İbrahimov
Pərviz İbrahimov (ur. 1994) – azerski zapaśnik walczący w stylu wolnym. Zajął dziesiąte miejsce na mistrzostwach świata w 2018. 
Trzeci na MŚ U-23 w 2017. Drugi na ME kadetów w 2018 roku. 